# Charalampos Lykogiannis
Charalampos Lykogiannis (griechisch Χαράλαμπος Λυκογιάννης; * 22. Oktober 1993 in Athen) ist ein griechischer Fußballspieler, welcher aktuell beim FC Bologna unter Vertrag steht.

## Karriere
Lykogiannis begann seine Karriere bei Olympiakos Piräus, für den er im Januar 2012 im Pokalspiel gegen Panionios Athen debütierte. In seinen vier Jahren bei Olympiakos spielte er auch in der Champions League. 2013 wurde er an den Ligakonkurrenten Levadiakos verliehen, bei dem er Stammspieler war. 2014 wurde er abermals verliehen, diesmal zum Ligakonkurrenten Ergotelis. Wieder war er Stammspieler. Im Juli 2015 wurde er an den SK Sturm Graz nach Österreich verkauft. Bei seinem Debüt im Spiel gegen Rubin Kasan in der dritten Runde der Europa-League-Qualifikation zog er sich kurz vor der Halbzeit einen Muskelbündelriss zu.
Im Januar 2018 wechselte er nach Italien zu Cagliari Calcio, wo er einen bis Juni 2022 laufenden Vertrag erhielt.
Zur Saison 2022/23 wechselte Lykogiannis zum FC Bologna.

## Erfolge
- Griechischer Meister: 2013
- 2× Griechischer Pokalsieger: 2012, 2013
- Österreichischer Cup-Sieger: 2018

FC Bologna
- Italienischer Pokalsieger: 2024/25